# Mali Miletinac
Mali Miletinac is een plaats in de gemeente Đulovac in de Kroatische provincie Bjelovar-Bilogora. De plaats telt 25 inwoners (2001).